# Proprioseiopsis bordjelaini
Proprioseiopsis bordjelaini är en spindeldjursart som först beskrevs av Athias-Henriot 1966.  Proprioseiopsis bordjelaini ingår i släktet Proprioseiopsis och familjen Phytoseiidae. Inga underarter finns listade i Catalogue of Life.